# Christophe Nduwarugira
Christophe Lucio Nduwarugira (ur. 22 czerwca 1994 w Rohero) – burundyjski piłkarz grający na pozycji defensywnego pomocnika. Od 2022 jest zawodnikiem klubu Académico de Viseu.

## Kariera klubowa
Swoją karierę piłkarską Nduwarugira rozpoczął w klubie LLB Académic. W sezonie 2011/2012 zadebiutował w jego barwach w pierwszej lidze burundyjskiej. Grał w nim do 2014 roku. Dwukrotnie zdobył z nim Puchar Burundi w sezonach 2011/2012 oraz 2013/2014, a także został mistrzem kraju w sezonie 2013/2014. W latach 2014–2016 występował w mozambickim klubie FC Chibuto.
W styczniu 2017 Nduwarugira wyjechał do Portugalii i został zawodnikiem drugoligowego União Madeira. Swój debiut w nim zaliczył 14 stycznia 2017 w wygranym 2:1 domowym meczu z SC Freamunde. Piłkarzem União był do końca sezonu 2017/2018. Latem 2018 przeszedł do trzecioligowego klubu Amora FC, w którym spędził rok.
W 2019 roku Nduwarugira został piłkarzem drugoligowego Varzim SC. Swój debiut w nim zanotował 10 sierpnia 2019 w zremisowanym 0:0 domowym spotkaniu z UD Oliveirense. W Varzim grał przez sezon.
W 2020 roku Nduwarugira trafił do innego drugoligowca, Leixões SC. Zadebiutował w nim 24 października 2020 w przegranym 0:2 wyjazdowym meczu z CD Cova da Piedade. W Leixões występował do końca sezonu 2021/2022.
Latem 2022 Nduwarugira odszedł do Académico de Viseu. Swój debiut w nim zaliczył 6 sierpnia 2022 w zremisowanym 1:1 wyjazdowym spotkaniu z Benfiką B.
| Sezon   | Klub          | Kraj       | Rozgrywki           | Mecze | Bramki |
| ------- | ------------- | ---------- | ------------------- | ----- | ------ |
| 2011/12 | LLB Académic  | Burundi    | Ligue A             | ?     | ?      |
| 2012/13 | LLB Académic  | Burundi    | Ligue A             | ?     | ?      |
| 2013/14 | LLB Académic  | Burundi    | Ligue A             | ?     | ?      |
| 2014    | FC Chibuto    | Mozambik   | Moçambola           | ?     | ?      |
| 2015    | FC Chibuto    | Mozambik   | Moçambola           | ?     | ?      |
| 2016    | FC Chibuto    | Mozambik   | Moçambola           | ?     | ?      |
| 2016/17 | União Madeira | Portugalia | Segunda Liga        | 6     | 0      |
| 2017/18 | União Madeira | Portugalia | Segunda Liga        | 18    | 1      |
| 2018/19 | Amora FC      | Portugalia | Campeonato Nacional | 16    | 1      |
| 2019/20 | Varzim SC     | Portugalia | Segunda Liga        | 19    | 0      |
| 2020/21 | Leixões SC    | Portugalia | Liga Portugal 2     | 25    | 0      |
| 2021/22 | Leixões SC    | Portugalia | Liga Portugal 2     | 31    | 0      |

## Kariera reprezentacyjna
W reprezentacji Burundi Nduwarugira zadebiutował 25 listopada 2012 roku w wygranym 5:1 meczu CECAFA Cup 2012 z Somalią, rozegranym w Kampali i w debiucie strzelił dwa gole. W 2019 roku został powołany do kadry do na Puchar Narodów Afryki 2019. Wystąpił w nim w trzech meczach grupowych: z Nigerią (0:1), z Madagaskarem (0:1) i z Gwineą (0:2).